# Municipio Autlán de Navarro
Koordinaten: 19° 26′ N, 104° 10′ W
Autlán de Navarro ist ein Municipio im mexikanischen Bundesstaat Jalisco in der Región Sierra de Amula. Das Municipio hatte beim Zensus 2010 57.559 Einwohner; die Fläche des Municipios beträgt 927,3 km².
Verwaltungssitz ist der gleichnamige Ort Autlán de Navarro.

## Geschichte
Die Besiedlung geht auf das 7. Jahrhundert zurück, als sich einige Nahua-Familien toltekischer Herkunft in der Region niederließen. Aus dieser Zeit hat die Gemeinde auch ihren Namen, der sich aus den zwei Nahuatl-Wörtern Aotli und Tlan ableitet und so viel wie Am Graben bedeutet.
Im Zuge der spanischen Eroberung Mexikos wurde die Region 1524 von Francisco Cortés de San Buenaventura unterworfen und bald darauf von Franziskanermönchen besiedelt.
Das ursprüngliche Municipio Autlán wurde 1824 gegründet und erhielt 1837 den erweiterten Namen „Autlán de la Grana“. Grana beschreibt im Spanischen einen kräftigen dunkelroten Farbton und leitet sich in diesem Fall von der dort lebenden Cochenilleschildlaus ab, deren blutrote Farbe von den Eingeborenen zum Färben ihrer Stoffe und Kleidung verwendet wurde.
Mit Dekret Nr. 4562 vom 27. Juli 1939 wurde die Gemeinde zu Ehren des aus dieser Gemeinde stammenden Generals Paulino Navarro umbenannt in „Autlán de Navarro“. 

## Söhne und Töchter der Gemeinde
- Salvador Palafox (1888 –?), Fußballspieler
- Paulino Navarro (1892–1923), General
- Antonio Alatorre (1922–2010), Biologe und Schriftsteller
- Marcelino García Paniagua (1929–2007), Unternehmer, Politiker und Fußballfunktionär
- Juan Vallejo Corona (1934–2019), Serienmörder
- Carlos Santana (* 1947), Musiker